# Olympische Sommerspiele 1960/Radsport
Bei den XVII. Olympischen Spielen 1960 in Rom wurden sechs Wettbewerbe im Radsport ausgetragen.

## Bilanz

### Medaillenspiegel
| Platz  | Land        | Gold | Silber | Bronze | Gesamt |
| ------ | ----------- | ---- | ------ | ------ | ------ |
| 1      | Italien     | 5    | 1      | 1      | 7      |
| 2      | Sowjetunion | 1    | –      | 4      | 5      |
| 3      | Deutschland | –    | 4      | –      | 4      |
| 4      | Belgien     | –    | 1      | 1      | 2      |
| Gesamt | Gesamt      | 6    | 6      | 6      | 18     |

### Medaillengewinner
| Disziplin                    | Gold                                                                 | Silber                                                                  | Bronze                                                                      |
| ---------------------------- | -------------------------------------------------------------------- | ----------------------------------------------------------------------- | --------------------------------------------------------------------------- |
| Straßenradsport              |                                                                      |                                                                         |                                                                             |
| Straßenrennen                | Wiktor Kapitonow (URS)                                               | Livio Trapè (ITA)                                                       | Willy Vanden Berghen (BEL)                                                  |
| Mannschaftszeitfahren        | ItalienAntonio Bailetti Ottavio Cogliati Giacomo Fornoni Livio Trapè | DeutschlandTäve Schur Egon Adler Erich Hagen Günter Lörke               | SowjetunionWiktor Kapitonow Jewgeni Klewzow Juri Melichow Alexei Petrow     |
| Bahnradsport                 |                                                                      |                                                                         |                                                                             |
| Sprint                       | Sante Gaiardoni (ITA)                                                | Leo Sterckx (BEL)                                                       | Valentino Gasparella (ITA)                                                  |
| 1000 m Zeitfahren            | Sante Gaiardoni (ITA)                                                | Dieter Gieseler (EUA)                                                   | Rostislaw Wargaschkin (URS)                                                 |
| 2000 m Tandem Sprint         | Giuseppe Beghetto / Sergio Bianchetto (ITA)                          | Jürgen Simon / Lothar Stäber (EUA)                                      | Boris Wassiljew / Wladimir Leonow (URS)                                     |
| 4000 m Mannschaftsverfolgung | ItalienMarino Vigna Mario Vallotto Luigi Arienti Franco Testa        | DeutschlandSiegfried Köhler Peter Gröning Manfred Klieme Bernd Barleben | SowjetunionStanislaw Moskwin Wiktor Romanow Leonid Kolumbet Arnold Belgardt |